# Saga Emtell
Saga Emtell, född 4 mars 2003, är en svensk innebandyspelare som spelar för Västerås Rönnby IBK.

## Karriär
Emtells moderklubb är Hammarby IF IBF, där hon började spela vid åtta års ålder. Hon fortsatte via juniorlag för att göra premiär i seniorlaget i Allsvenskan vid 16 års ålder. Samma år vann hon Distriktlags-SM där hon representerade Stockholm. Året efter gick hon på Dubbel licens till Nacka IBK i SSL och stannade där ytterligare en säsong och var med och förde laget till sitt första SSL-slutspel. Inför säsongen 2022/23 flyttade Emtell till Västerås för att spela med Västerås Rönnby IBK, vilka senare vann SM-brons våren 2023. I september 2022 var Emtell lagkapten i Sveriges U19-landslag som vann VM-guld i Katowice, Polen. Hon spelade också VM-kval med damlandslaget i Koceni, Lettland i februari 2023.

## Privat
Emtell växte upp på Södermalm i Stockholm tillsammans med sina föräldrar och två äldre bröder. Hon spelade även fotboll i Hammarby IF Fotboll och handboll i IK Bolton, men vid 16 års ålder började hon fokusera helt på innebandy.